# Halothiobacillaceae
Die Halothiobacillaceae bilden eine Familie innerhalb der Gammaproteobakterien. Die einzelnen Arten zählen zu den sogenannten Schwefelbakterien und gewinnen Energie durch die Oxidation von reduzierten Schwefelverbindungen. Die Vertreter sind obligat aerob und wie die meisten Proteobakterien gramnegativ. Die Familie besteht aus den zwei Gattungen Halothiobacillus und Thiovirga. Die Gattung Halothiobacillus und somit auch die Familie Halothiobacillaceae wurde im Jahr 2000 durch Umstellungen verschiedener Arten von Thiobacillus (Familie Hydrogenophilaceae der Beta-Proteobakterien) geschaffen.

## Stoffwechsel und Merkmale
Die Vertreter der Halothiobacillaceae sind stäbchenförmig und können sich mit Hilfe von Flagellen bewegen. Sie erscheinen einzeln oder in Paaren.
Die Arten können elementaren Schwefel, Schwefelwasserstoff (H2S), Sulfide und Thiosulfat (S2O32−) oxidieren, die Gattung Halothiobacillus auch Tetrathionat. Das Endprodukt der Oxidation ist Sulfat. CO2 ist die einzige Kohlenstoffquelle und wird durch den Calvinzyklus zur weiteren Nutzung fixiert. Da die verschiedenen Arten nicht in der Lage sind organische Stoffe als Energie- oder Kohlenstoffquelle zu nutzen, sind sie obligat chemolithoautotroph. In den Zellen sind Carboxysomen enthalten. Sie sind von einer Proteinhülle umgeben. In diesen kleinen, polyederförmigen Organellen ist das Enzym Ribulose-1,5-bisphosphat-carboxylase/-oxygenase (RuBisCO) vorhanden. Das CO2 wird durch das Enzym Carboanhydrase in die Carboxysomen transportiert und somit RubisCO zugestellt. Durch die Carboxysomen wird auch verhindert, das  O2 von RuBisCO aufgenommen wird und somit die Photorespiration stattfindet. Carboxysomen sind auch in vielen Cyanobakterien vorhanden.
Arten der Halothiobacillaceae sind nicht in der Lage die Photosynthese anzuwenden, dies unterscheidet sie von den nahe verwandten, in der gleichen Ordnung stehenden Familien Chromatiaceae und Ectothiorhodospiraceae. Diese zwei Familien bilden die physiologische Gruppe der Schwefelpurpurbakterien und oxidieren ebenfalls Schwefelverbindungen, führen allerdings stets eine anoxygene Photosynthese durch. Anoxygen bedeutet, dass kein Sauerstoff freigesetzt wird. Hier dient Schwefelwasserstoff (H2S) bzw. Sulfid-Ionen (S2−) an Stelle von Wasser (H2O) als Elektronendonor für die Reduktion von CO2. Somit wird bei dieser anoxygenen Photosynthese elementarer Schwefel (S) und kein Sauerstoff freigesetzt.

## Systematik
Es folgt eine Liste einiger zu der Familie Halothiobacillaceae zählenden Gattungen und Arten:
- Halothiobacillus Kelly and Wood 2000 emend. Sievert et al. 2000 emend. Boden et al. 2017
  - Halothiobacillus kellyi Sievert et al. 2000
  - Halothiobacillus neapolitanus (Parker 1957) Kelly and Wood 2000 emend. Boden et al. 2017

- Thioalkalibacter Banciu et al. 2009
  - Thioalkalibacter halophilus Banciu et al. 2009

- Thiofaba Mori and Suzuki 2008
  - Thiofaba tepidiphila Mori and Suzuki 2008

- Thiovirga Ito et al. 2005
  - Thiovirga sulfuroxydans Ito et al. 2005